# Piaroa escalerete
Espèce
Piaroa escalerete est une espèce de schizomides de la famille des Hubbardiidae.

## Distribution
Cette espèce est endémique du département de Valle del Cauca en Colombie. Elle se rencontre vers Buenaventura. 

## Étymologie
Son nom d'espèce lui a été donné en référence au lieu de sa découverte, le río Escalerete.

## Publication originale
- Moreno-González, Delgado-Santa & Armas, 2014 : Two new species of Piaroa (Arachnida: Schizomida, Hubbardiidae) from Colombia, with comments on the genus taxonomy and the flagellar setae pattern of Hubbardiinae. Zootaxa, no 3852(2), p. 227-251.